# Voodoo (album de VIXX)
Pour les articles homonymes, voir Voodoo.
Albums de VIXX
Y.BIRD from Jellyfish Island with VIXX & OKDAL
(2013) Eternity
(2014)
Singles
1. Only U
Sortie : 7 novembre 2013
2. Voodoo Doll
Sortie : 20 novembre 2013

Voodoo est le premier album studio du boys band sud-coréen VIXX. Il est sorti le 25 novembre 2013 sous Jellyfish Entertainment. Le titre principal est "Voodoo Doll".

## Promotion
Le 20 novembre, VIXX a tenu sa première performance sur scène pour son comeback, au Show Champion de MBC Music. Le 6 décembre, le groupe gagne son premier trophée lors d'un programme de classement musical depuis ses débuts, au Music Bank avec "Voodoo Doll".

## Liste des titres
| No  | Titre                                                           | Auteur                         | Producteur(s)                                                     | Durée |
| --- | --------------------------------------------------------------- | ------------------------------ | ----------------------------------------------------------------- | ----- |
| 1.  | Voodoo (Intro)                                                  |                                | MELODESIGN                                                        | 01:11 |
| 2.  | Voodoo Doll (저주인형; Jeojuinhyeong)                           | Kim Eana, Ravi (partie rap)    | Hyuk Shin, Deanfluenza, 2xxx!, RE:ONE, Lee JaeHoon                | 03:36 |
| 3.  | Beautiful Killer                                                | Lee Yu-jin, Ravi               | Albi Albertsson, Chris Wahle                                      | 03:20 |
| 4.  | Someday                                                         | Kim Ji-hyang, Ravi, MELODESIGN | MELODESIGN, Keeproots, Fascinating                                | 03:56 |
| 5.  | Only U (대답은 너니까; Daedabeun Neonikka)                      | Kim Ji-hyang, Ravi             | Hwang Se-jun, 4번타자, Shinsadong Tiger                           | 03:45 |
| 6.  | B.O.D.Y                                                         | Kim Mi-jin                     | Albi Albertsson, Andreas Carlsson, Andreas Oberg, Stephan Elfgren | 03:13 |
| 7.  | Secret Night                                                    | Ravi                           | Ravi                                                              | 03:16 |
| 8.  | Say U Say Me                                                    | Ravi, Kiggen                   | Hyuk Shin, DK, Ross Lara                                          | 03:24 |
| 9.  | Love Come True (오늘부터 내 여자; Oneulbuteo Nae Yeoja)         | Kim Ji-hyang, Ravi             | MELODESIGN                                                        | 03:21 |
| 10. | Thank You for My Love (태어나줘서 고마워; Taeeonajwoseo Gomawo) | Kim Ji-hyang, MELODESIGN       | MELODESIGN                                                        | 04:17 |
| 11. | Super Hero                                                      | Kiggen, Ravi (partie rap)      | Brent Paschke, Jimmy Richard Drew                                 | 03:30 |
| 12. | Rock Ur Body                                                    | Choi Kyu-sung, Swings          | Shinsadong Tiger, Choi Kyu-Sung                                   | 03:42 |
| 13. | On and On (다칠 준비가 돼 있어; Dachil Junbiga Dwae Isseo)      | Kim Eana, Ravi (partie rap)    | Hwang Se-jun, Albi Albertsson, Ricky Hanley, Kirstine Lind        | 03:14 |
| 14. | Hyde                                                            | Kim Eana, Ravi (partie rap)    | Hwang Se-jun, D3O                                                 | 03:16 |
| 15. | Voodoo Doll (Instrumental)                                      |                                | Hyuk Shin, Deanfluenza, 2xxx!, RE:ONE, Lee JaeHoon                | 03:36 |

## Historique de sortie
| Pays         | Date             | Format                   | Label                   |
| ------------ | ---------------- | ------------------------ | ----------------------- |
| Monde entier | 25 novembre 2013 | CD, téléchargement légal | Jellyfish Entertainment |
| Corée du Sud | 25 novembre 2013 | CD, téléchargement légal | Jellyfish Entertainment |